# آرثر شكسبير
آرثر شكسبير (بالإنجليزية: Arthur Shakespeare)‏ هو صحفي أسترالي، ولد في 27 سبتمبر 1897، وتوفي في 11 أكتوبر 1975.